# 900 Biscayne Bay
900 Biscayne Bay es un rascacielos situado en Miami, Florida, Estados Unidos. Se sitúa en el noreste del centro de la ciudad, y forma parte del Biscayne Wall, una serie de rascacielos en el lado oeste del bulevar Biscayne visible desde la Bahía Vizcaína. Abrió para la ocupación residencial a principios de 2008. La torre tiene una altura de 650 pies (198 m) y 63 plantas. Es actualmente el cuarto edificio más alto de Miami y el estado de Florida, detrás de Four Seasons Hotel Miami, Southeast Financial Center y Marquis Miami. Es también el segundo edificio residencial más alto de la ciudad y el estado. 900 Biscayne Bay se sitúa al otro lado de la calle desde Ten Museum Park, otro rascacielos residencial construido recientemente en Miami, cerca del parque Bicentennial Park y American Airlines Arena en el norte de Biscayne Boulevard. Está también al lado de la estación de Metromover Park West. Planeada originalmente con una altura de 217 m (712 pies) y 65 plantas, el edificio sufrió una reducción de altura durante su construcción, eliminándose una aguja decorativa en el techo y dos plantas en los planos finales.
La torre de 139.000 m² (1.500.000 pies cuadrados) tiene 516 apartamentos residenciales y 800 plazas de aparcamiento. Hay siete unidades típicas en cada una de las plantas bajas, con Petit hôteles de dos plantas, y áticos en las plantas más altas. Las tres plantas más bajas consisten en un vestíbulo de tres plantas, tiendas, un restaurante y un café al aire libre. El precio de las unidades oscila entre 427.000 y 3.000.000 de dólares (2005 USD). El vestíbulo principal de tres plantas está situado 18 pies (5 m) por encima del suelo y hay una entrada separada al aparcamiento y al vestíbulo para las oficinas.
El arquitecto diseñó las fachadas para que tuvieran vistas perfectas de la Bahía, mediante la inclinación el edificio en las proporciones necesarias. 
La estructura principal está compuesta de losas postensadas con muros de corte de hormigón y columnas  de hasta 12 ksi de resistencia. Sin embargo, otros aspectos del proyecto necesitaron un análisis innovador y creativo (por ejemplo, asentamiento durante la construcción, análisis de deslizamiento y acortamiento de miembros verticales y efectos en la horizontalidad, cuantificación del deslizamiento y diseño de losas entre los muros de corte para eliminar tiras en el hormigón). El diseño estructural principal se realizó en menos de 3 meses para cumplir con la programación del proyecto.

## Galería de imágenes

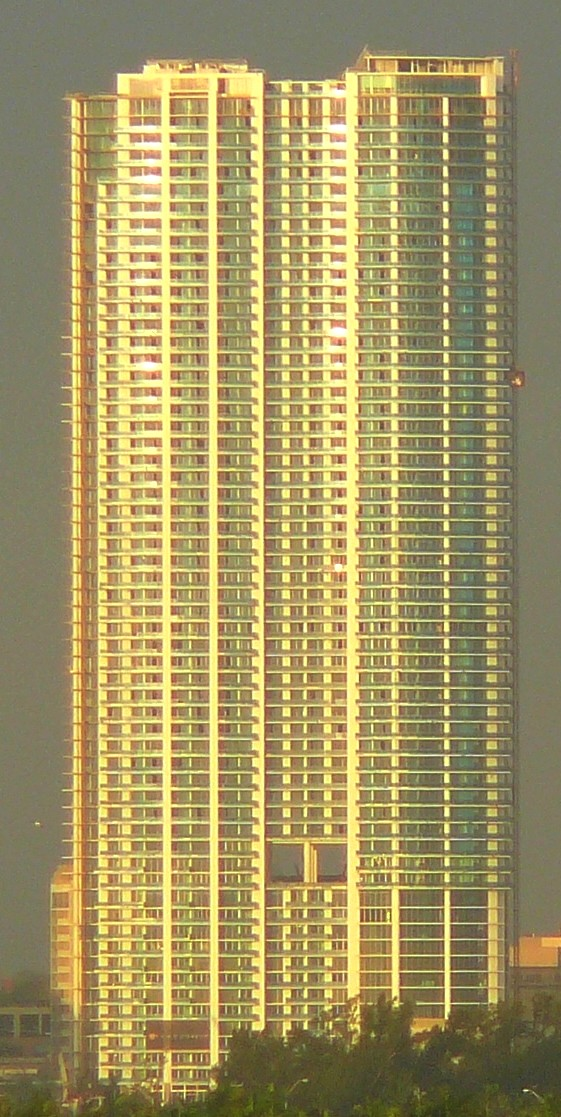
900 Biscayne Bay en diciembre de 2007
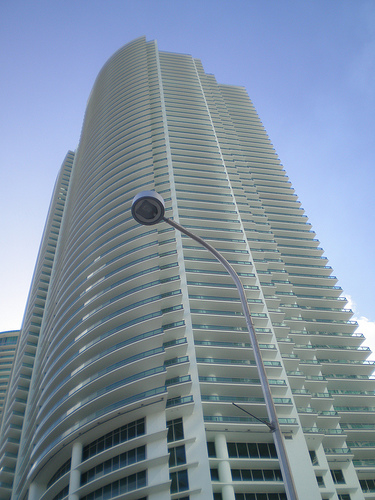
Vista desde la calle